# Indianerpigens hvide Mand
Indianerpigens hvide Mand (originaltitel: The Squaw Man) er en amerikansk stumfilm fra 1918 instrueret af Cecil B. DeMille.
Cecil B. DeMille lavede The Squaw Man tre gange; udgaven fra 1918 er den anden udgave. Den første, The Squaw Man blev indspillet i 1914.
Filmen havde dansk biografpremiere den 20.januar 1921 i biografteatret Panoptikon.

## Handling
James Wynnegate (spillet af Elliott Dexter) må efter en underslæbsskandale drage til Wyoming. Hans fætter Henry (spillet af Thurston Hall), er den skyldige, men af kærlighed til Henrys hustru, Lady Diana (spillet af Katherine MacDonald), tager Wynnegate skylden på sig. I Wyoming redder Wynnegate en und indiansk kvinde, Naturich (spillet af Anna Little), fra skurken Cash Hawkins (spillet af Jack Holt) tilnærmelser. Wynnegate og Naturich bliver gift og dræber derefter Hawkins. Lady Diana kommer til Wyoming for at fortælle Wynnegate, at Henry under en jagttur er blevet dræbt og at han inden han åndede ud tilstod underslæbet. Naturich føler, at hun er i vejen for sin mand, begår selvmord. Wynnegate er nu jarlen af Kerhill og vender tilbage til England med Lady Diana og sin halvt indianske søn (spillet af Pat Moore).

## Medvirkende
- Elliott Dexter - Jim Wynnegate
- Ann Little - Naturich
- Katherine MacDonald - Diana
- Theodore Roberts - Big Bill
- Jack Holt - Cash Hawkins